# Tour de France 2008/9. Etappe
Die 9. Etappe der Tour de France 2008 am 13. Juli war 224 Kilometer lang und verlief von Toulouse nach Bagnères-de-Bigorre. Es standen zwei Sprintwertungen sowie vier Bergwertungen der 4. Kategorie, eine Bergwertung der 3. Kategorie und zwei Bergwertungen der 1. Kategorie auf dem Programm.
Kurz nach dem Start versuchten sich David de la Fuente, Freddy Bichot, Stef Clement, Giampaolo Cheula, David Moncoutié, Björn Schröder abzusetzen, was ihnen aber nicht gelang. Bei Kilometer 22 startete dann ein erfolgreicher Fluchtversuch von Aljaksandr Kuschynski, Nicolas Jalabert und Sebastian Lang. Sie konnten schnell einen Maximalvorsprung von 14:20 Minuten herausfahren. Das von Euskaltel-Euskadi geführte Feld ließ den Abstand danach aber wieder langsam schmelzen. Lang sicherte sich die fünf ersten, kleineren Anstiege. Kuschynski und Jalabert je eine Sprintwertung. Im Feld stürzte Cadel Evans auf ein Motorrad, konnte aber mit ein paar Blessuren und einem aufgerissenen Trikot weiterfahren. Samuel Dumoulin und Romain Feillu versuchten sich vom Feld abzusetzen, mussten dieses Unternehmen aber auch aufgeben. Am Anstieg zum Col de Peyresourde nahm die Aktivität im Feld zu und es riss auseinander. De la Fuente, der um das Gepunktete Trikot kämpfte, und Maxime Monfort griffen an. An der Spitze konnte sich unterdessen Lang von seinen beiden Begleitern absetzen. Am Anstieg um Col d’Aspin kam es zu mehreren Angriffen der Favoriten. Luis León Sánchez konnte zu de la Fuente und Monfort aufschließen. Danach begann ein großer Angriff von Riccardo Riccò, der noch vor dem Gipfel Lang überholte und sich so an die Spitze setzte. Alle anderen Fahrer wurden vom Feld wieder geschluckt. Bernhard Kohl versuchte, durch einen Sprint am letzten Berg Lang das Gepunktete Trikot zu sichern, was aber fehlschlug, da De la Fuente mit dem vierten Platz die nötigen Punkte holte. Das Ziel in Bagnères-de-Bigorre wurde nach einer schwierigen Abfahrt durch Campan auf einer 180 Meter langen und 6,5 Meter breiten Zielgeraden erreicht. Dort gelang Riccò der zweite Etappensieg. Wladimir Jefimkin erreichte als Zweiter noch vor dem Feld das Ziel. Kim Kirchen konnte das Gelbe Trikot verteidigen und sich auch in der Wertung um das Grüne Trikot wieder absetzen. Stefan Schumacher verlor etwas Zeit und so den dritten Platz in der Gesamtwertung an Christian Vande Velde. Andy Schleck übernahm das Weiße Trikot von Thomas Lövkvist, der viel Zeit verlor. Nach Ende der Tour de France wurde Riccò der Etappensieg wegen Dopings aberkannt.

## Sprintwertungen
- 1. Zwischensprint in Saint-Sulpice-sur-Lèze (Kilometer 29,5) (208 m ü. NN)

| Erster  | Aljaksandr Kuschynski | 6 Pkt. |
| Zweiter | Nicolas Jalabert      | 4 Pkt. |
| Dritter | Sebastian Lang        | 2 Pkt. |
- 2. Zwischensprint in Sengouagnet (Kilometer 111) (508 m ü. NN)

| Erster  | Nicolas Jalabert      | 6 Pkt. |
| Zweiter | Aljaksandr Kuschynski | 4 Pkt. |
| Dritter | Sebastian Lang        | 2 Pkt. |
- Zielsprint in Bagnères-de-Bigorre (Kilometer 224) (544 m ü. NN)

| Erster      | Riccardo Riccò      | 20 Pkt. |
| Zweiter     | Wladimir Jefimkin   | 17 Pkt. |
| Dritter     | Cyril Dessel        | 15 Pkt. |
| Vierter     | Dmitri Fofonow      | 13 Pkt. |
| Fünfter     | Christian Knees     | 12 Pkt. |
| Sechster    | Maxime Monfort      | 10 Pkt. |
| Siebter     | Alejandro Valverde  | 9 Pkt.  |
| Achter      | Roman Kreuziger     | 8 Pkt.  |
| Neunter     | Damiano Cunego      | 7 Pkt.  |
| Zehnter     | Jaroslaw Popowytsch | 6 Pkt.  |
| Elfter      | Sebastian Lang      | 5 Pkt.  |
| Zwölfter    | Kim Kirchen         | 4 Pkt.  |
| Dreizehnter | Vincenzo Nibali     | 3 Pkt.  |
| Vierzehnter | Pierrick Fédrigo    | 2 Pkt.  |
| Fünfzehnter | Matteo Carrara      | 1 Pkt.  |

## Bergwertungen
- Côte de Saint-Pey, Kategorie 4 (Kilometer 42) (324 m ü. NN; 1,7 km à 4,7 %)

| Erster  | Sebastian Lang        | 3 Pkt. |
| Zweiter | Aljaksandr Kuschynski | 2 Pkt. |
| Dritter | Nicolas Jalabert      | 1 Pkt. |
- Côte de Sainte-Quitterie, Kategorie 4 (Kilometer 46) (325 m ü. NN; 1,5 km à 5,7 %)

| Erster  | Sebastian Lang        | 3 Pkt. |
| Zweiter | Nicolas Jalabert      | 2 Pkt. |
| Dritter | Aljaksandr Kuschynski | 1 Pkt. |
- Côte de Mane, Kategorie 4 (Kilometer 91) (418 m ü. NN; 2,0 km à 5,6 %)

| Erster  | Sebastian Lang        | 3 Pkt. |
| Zweiter | Nicolas Jalabert      | 2 Pkt. |
| Dritter | Aljaksandr Kuschynski | 1 Pkt. |
- Col de Buret, Kategorie 4 (Kilometer 113,5) (599 m ü. NN; 4,6 km à 3,2 %)

| Erster  | Sebastian Lang        | 3 Pkt. |
| Zweiter | Aljaksandr Kuschynski | 2 Pkt. |
| Dritter | Nicolas Jalabert      | 1 Pkt. |
- Col des Ares, Kategorie 3 (Kilometer 123,5) (792 m ü. NN; 6,0 km à 4,9 %)

| Erster  | Sebastian Lang        | 4 Pkt. |
| Zweiter | Aljaksandr Kuschynski | 3 Pkt. |
| Dritter | Nicolas Jalabert      | 2 Pkt. |
| Vierter | Samuel Dumoulin       | 1 Pkt. |
- Col de Peyresourde, Kategorie 1 (Kilometer 166,5) (1569 m ü. NN; 13,2 km à 7,1 %)

| Erster   | Sebastian Lang        | 15 Pkt. |
| Zweiter  | Aljaksandr Kuschynski | 13 Pkt. |
| Dritter  | Nicolas Jalabert      | 11 Pkt. |
| Vierter  | David de la Fuente    | 9 Pkt.  |
| Fünfter  | Maxime Monfort        | 8 Pkt.  |
| Sechster | Luis León Sánchez     | 7 Pkt.  |
| Siebter  | Mikel Astarloza       | 6 Pkt.  |
| Achter   | Matteo Carrara        | 5 Pkt.  |
- Col d’Aspin, Kategorie 1 (Kilometer 198) (1489 m ü. NN; 12,3 km à 6,5 %)

| Erster   | Riccardo Riccò     | 30 Pkt. |
| Zweiter  | Sebastian Lang     | 26 Pkt. |
| Dritter  | Bernhard Kohl      | 22 Pkt. |
| Vierter  | David de la Fuente | 18 Pkt. |
| Fünfter  | Vincenzo Nibali    | 16 Pkt. |
| Sechster | Óscar Pereiro      | 14 Pkt. |
| Siebter  | Denis Menschow     | 12 Pkt. |
| Achter   | Samuel Sánchez     | 10 Pkt. |